# Progress in Electromagnetics Research
Progress in Electromagnetics Research (afgekort tot PIER) is een internationaal, aan collegiale toetsing onderworpen wetenschappelijk tijdschrift op het gebied van de natuurkunde.